# 1366 هـ
1366 هـ هي سنة في التقويم الهجري امتدت مقابلةً في التقويم الميلادي بين سنتي 1946 و1947.

## مواليد
- علي بن عبد الرحمن الحذيفي
- فيصل بن فهد بن عبد العزيز آل سعود
- فهد أحمد الأمير
- محمد صادق الكرباسي
- علي بن عباس حكمي
- أبو بكر المشهور
- شيرين عبادي
- طيبة الفرج
- عبد الرحمن السميط
- علي أحمد ملا
- محسن محمد عبد الله اليوسفي
- محمد رزق طرهوني
- محمد عبد المقصود
- يحيى بن محمود بن جنيد
- بشير حمد شنان

## وفيات
- أنستاس الكرملي
- إلياس أبو شبكة
- تور أندريه
- سعد الله الجابري
- عبد الرحمن بن عبد اللطيف بن عبد الرحمن آل الشيخ
- علي القاضي
- مصطفى عبد الرازق